# 下東勢
下東勢是臺北市士林區的一個地名，位於該區中部偏東，範圍大致為東山里不含白雲山以北地區及東山路以西的南部地區、芝山里不含東部仰德大道附近地區及德行東路378巷以西地區但包括芝山國小以北的東大半部、三玉里士東路以北區域的東南部。為今日臺北市芝山岩次分區一部分，屬廣義的天母地區。

## 歷史
台灣清治末期至日治前期，下東勢地區為一街庄，稱為「東勢庄」，隸屬於芝蘭一堡。該庄東北與草山庄為鄰，東與公館地庄為鄰，南邊為石角庄，西邊及西北邊為三角埔庄。
1901年（日治明治三十四年）11月11日，該庄隸屬於臺北廳，同年12月17日編入第九區。1905年4月19日，東勢庄改為「下東勢庄」，以區別位於大加蚋堡的頂東勢庄。1906年（明治三十九年）1月1日，第九區改名「士林區」。1920年（大正九年）10月1日，該庄改制為「下東勢」大字，隸屬於臺北州七星郡士林街。
戰後士林街改制為士林鎮，隸屬於臺北縣，與鄰近的石角合劃為芝山里。1949年，士林鎮與北投鎮一併改隸屬新成立的草山管理局。1950年隨著草山改名為陽明山，草山管理局亦改名為陽明山管理局，士林鎮仍隸屬之。1968年7月臺北市改制為院轄市，士林鎮併入成為士林區。1990年3月，臺北市各區重劃，該地區仍屬於士林區。

## 學校
- 臺北市立大學天母校區（部分）
- 臺北市職能發展學院（部分）
- 天母國中（部分）
- 芝山國小（小部分）